# Denis de Bastard
Pour les articles homonymes, voir Bastard.
Denis de Bastard de Fontenay, seigneur de Montreuil-le-Henri, dit le « chevalier de Fontenay » puis le « marquis de Fontenay », né le 3 novembre 1666 au château de Fontenay-sur-Vègre, et mort le 8 juillet 1723 en Guadeloupe, est un officier de marine français des XVIIe et XVIIIe siècles.

## Biographie

### Origines et famille
Denis de Bastard descend de la maison de Bastard ou Bastart, famille noble originaire du comté de Nantes, et qui s'installe en Berry, en Bourgogne, en Guyenne et dans le Maine à partir du XIVe siècle.[réf. nécessaire]
Il est le deuxième fils de Claude de Bastard de Fontenay (1643-1709) et de sa femme Renée de Coüasnon de la Barillère (†1715). Son frère ainé, Urbain II de Bastard, marquis de Fontenay (16 avril 1665-22 août 1733) sert comme lui dans la Marine royale et parvient au grade de capitaine des vaisseaux du Roi.

### Carrière dans la Marine royale
Il entre dans le corps des gardes de la Marine le 11 mars 1684 et assiste peu de jours après, avec son frère Urbain, sous l'amiral du Quesne au bombardement de Gênes, par suite duquel le doge impériale et quatre sénateurs de la république de Gênes vinrent à Versailles faire leur soumission à Louis XIV, le 16 avril 1684. Il prend part, le 19 juin 1685, au bombardement de Tripoli et à l'expédition de Tunis par le maréchal d'Estrées, qui oblige le dey à rendre tous les esclaves chrétiens et à payer les frais de l'armement. Il se trouve en 1686, à Cadix avec d'Estrées, en 1687 devant Alger avec Tourville et le 10 juillet 1690 au combat du cap Béveziers, où dix vaisseaux hollandais sont détruits et la flotte ennemie poursuivie jusqu'à la Tamise.
Il se signale le 27 mars 1694, dans une action d'éclat : il est lieutenant sur le vaisseau Le Bon, commandé par le capitaine Renau d'Eliçagaray, lorsque ce dernier rencontre au large des Sorlingues le HMS Berkley-Castle, vaisseau anglais de soixante-dix canons. L'équipage français, commandé par le lieutenant Bastard-Fontenay, saute avec intrépidité sur le pont ennemi, fond sur les Anglais et les force à demander quartier après un combat de trois heures.
La prise du Berkley-Castle valait, tant en argent qu'en pierreries, dix millions cinq cent mille livres ; la nièce de l'archevêque de Canterbury se trouvait parmi les prisonniers. En récompense de son courage, le chevalier de Fontenay est élevé au rang de capitaine de frégate, et, huit ans plus tard, en 1702, à celui de capitaine des vaisseaux du roi. Dans l'un des voyages qu'il fit aux Indes en cette qualité, commandant Le Maurepas, il s'empare, malgré le feu le plus meurtrier, du vaisseau anglais le HMS Canterbury, chargé d'une riche cargaison qu'il abandonne à l'équipage de son bâtiment. Il revint aux Indes en 1712 et aux Antilles en 1722, et durant cette dernière expédition est nommé chef d'escadre des navales.

## Mariage et descendance
Il épouse le 30 juillet 1705, en l'église Saint-Sulpice à Paris, Judith de Langlois, dame du Bourguay. De cette union naît Denis II de Bastard de Fontenay, seigneur de Dobert.

### Sources et bibliographie

#### Ouvrages récents
- Michel Vergé-Franceschi (dir.), Dictionnaire d'Histoire maritime, Paris, éditions Robert Laffont, coll. « Bouquins », 2002, 1508 p. (ISBN 2-221-08751-8 et 2-221-09744-0)
- Jean Meyer et Martine Acerra, Histoire de la marine française : des origines à nos jours, Rennes, Ouest-France, 1994, 427 p. [détail de l’édition] (ISBN 2-7373-1129-2, BNF 35734655)
- Rémi Monaque, Une histoire de la marine de guerre française, Paris, éditions Perrin, 2016, 526 p. (ISBN 978-2-262-03715-4)
- Étienne Taillemite, Dictionnaire des marins français, Paris, Tallandier, coll. « Dictionnaires », octobre 2002, 537 p. [détail de l’édition] (ISBN 978-2847340082)
- Lucien Bély (dir.), Dictionnaire Louis XIV, Paris, éditions Robert Laffont, coll. « Bouquins », 2015, 1405 p. (ISBN 978-2-221-12482-6)
- Guy Le Moing, Les 600 plus grandes batailles navales de l'Histoire, Rennes, Marines Éditions, 2011, 619 p. (ISBN 978-2-35743-077-8)

#### Ouvrages anciens
- Table ou abrégé des cent trente-cinq volumes de la Gazette de France, depuis son commencement en 1631 jusqu'à la fin de l'année 1765, vol. 3, Gazette de France, 1768 (lire en ligne), p. 279
- Onésime Troude, Batailles navales de la France, t. 1, Paris, Challamel aîné, 1867-1868, 453 p. (lire en ligne)
- Charles La Roncière, Histoire de la Marine française : La Guerre de Trente Ans, Colbert, t. 5, Paris, Plon, 1920, 822 p. (lire en ligne)
- Charles La Roncière, Histoire de la Marine française : La crépuscule du Grand règne, l’apogée de la Guerre de Course, t. 6, Paris, Plon, 1932, 674 p. (lire en ligne)
- Louis-Gabriel Michaud, Biographie universelle, ancienne et moderne sur Google Livres, vol. 57, p. 275